# Horsfieldia palauensis
Horsfieldia palauensis là một loài thực vật thuộc họ Myristicaceae. Đây là loài đặc hữu của Palau.